# Et lille Besøg hos Familien Soya
Et lille Besøg hos Familien Soya er en dansk dokumentarfilm fra 1944.

## Handling
Fotograf Jørgen Gregersen på besøg hos forfatter og dramatiker Carl Erik Soya og dennes familie i Kgs. Lyngby. Filmen er i to dele. Første del er optaget i sommeren 1941. Her ses Soya i haven med sin hustru og sin yngste datter, Maj. Desuden ses Soyas to andre børn, William og Hyben. Anden del er optaget i sommeren 1944. Her vises kontrasten mellem et krigshærget Danmark under besættelsen og det idylliske familieliv i haven hos familien Soya, hvor der hygges i varmen. Sommeren byder også på visit hos forfatterkollegaen Cai M. Woel og en tur på Dyrehavsbakken.